# Semnul omului
Semnul omului este un film românesc din 1978 regizat de Slavomir Popovici.